# رابطة النساء الرينية
رابطة النساء الرينية (Rheinische Frauenliga) كانت منظمة أنشأتها جماعة حماة الشعب الريني (Rheinische Volkspflege) لجمع مختلف المنظمات النسائية من الطبقة المتوسطة في البداية لحملة ضد استخدام القوات الأفريقية من قبل الجيش الفرنسي في احتلال راينلاند. بدأت الفكرة من قبل عضو في عائلة نيفن دو مونت ومقرها كولونيا وتولتها الموظفة المدنية مارجريت جارتنر، التي نظمت المؤتمر الأول في فرانكفورت، في 23 و24 يونيو 1920. صادق المؤتمر عليها كقائدة.

## مرجع
1. ↑  Last, Dick (2015). Black Shame: African Soldiers in Europe, 1914-1922 (بالإنجليزية). Bloomsbury Publishing. ISBN:9781472525918. Archived from the original on 2020-04-12. Retrieved 2018-07-09.